# Васильківська міська територіальна громада
Васильківська міська територіальна громада — територіальна громада в Україні, в Обухівському районі Київської області. Адміністративний центр — місто Васильків.
Площа громади — 356,97 км², населення — 45 864 особи (2020).
Утворена 12 червня 2020 року шляхом об'єднання Васильківської міської ради обласного значення та Барахтівської, Великобугаївської, Великовільшанської, Застугнянської, Здорівської, Кодаківської, Луб'янської, Митницької, Погребівської, Тростинської, Шевченківської, Яцьківської сільських рад Васильківського району.

## Населені пункти
У складі громади 1 місто (Васильків) і 19 сіл:
- Барахти
- Безп'ятне
- Велика Бугаївка
- Велика Вільшанка
- Заріччя
- Застугна
- Здорівка
- Зозулі
- Кодаки
- Кулібаба
- Луб'янка
- Митниця
- Погреби
- Тростинка
- Червоне (кол. Застугнянська с/р)
- Червоне (кол. Шевченківська с/р)
- Червоне Поле
- Шевченківка
- Яцьки

## Старостинські округи
- Барахти
- Велика Бугаївка
- Велика Вільшанка
- Застугна
- Здорівка
- Кодаки
- Митниця
- Погреби та Луб'янка
- Тростинка та Шевченкове
- Яцьки